# Перния, Мариано
Мариа́но Андре́с Перни́я Моли́на (исп. Mariano Andrés Pernía Molina; родился 4 мая 1977 года, Буэнос-Айрес, Аргентина) — испано-аргентинский футболист, завершивший игровую карьеру. Играл на позиции левого защитника.

## Карьера игрока

### Клубная
Родился в Буэнос-Айресе, где и начал заниматься футболом, первой профессиональным клубом стал «Сан-Лоренсо де Альмагро», но не сыграв ни одного матча за этот клуб, Перния в 1999 году перешёл в «Индепендьенте». За «Индепендьенте» играл на протяжении 3 лет, за которые провёл в чемпионате Аргентины 46 матчей и забил 2 гола.
В январе 2003 года перешёл в испанский клуб «Рекреативо», вместе с которым стал финалистом кубка Испании 2002/03, но несмотря на хорошее выступление в кубке, «Рекративо» по итогам сезона 2002/03 вылетело в Сегунду. В 2004 году Перния возвратился в Ла Лигу, перейдя в «Хетафе». В «Хетафе» Перния раскрылся как атакующий игрок, забив за 2 года 13 мячей в 72 матчах. Благодаря хорошему выступлению в «Хетафе», Перния заинтересовал более сильные испанские команды и в феврале 2006 года перешёл в «Атлетико Мадрид», подписав четырёхлетний контракт. В составе «Атлетико» стал обладателем кубка Интертото 2007, победителем Лиги Европы УЕФА 2009/10, а также финалистом кубка Испании 2009/10.
В 2010 году перешёл в уругвайский клуб «Насьональ» (Монтевидео), но уже в следующее трансферное окно вернулся в Аргентину, перейдя в «Тигре», где и закончил свою игровую карьеру.

### Национальная сборная
Отличная игра за «Хетафе» сделала Пернию претендентом на попадание в состав национальных сборных Испании и Аргентины. Хотя он и родился в Аргентине, но в мае 2006 года получил испанское гражданство и стал выступать за сборную Испании. Из-за травмы основного левого защитника сборной Испании Асьера Дель Орно, был вызван в сборную для участия в чемпионате мира 2006 года. 7 июня 2006 года в последнем контрольном матчем перед чемпионатом мира против сборной Хорватии дебютировал за национальную команду, а также в этом матче забил единственный гол за сборную. На самом же чемпионате мира Перния участвовал в 3 матчах, против сборных Украины, Туниса и Франции.

## Достижения
«Индепендьенте»
- Чемпионат Аргентины по футболу — Апертура 2002

 «Рекреативо»
- Финалист кубка Испании — 2002/03

 «Атлетико Мадрид»
- Обладатель кубка Интертото — 2007
- Победитель Лиги Европы УЕФА — 2009/10
- Финалист кубка Испании — 2009/10